# Czerwony Upłaz (Małołączniak)

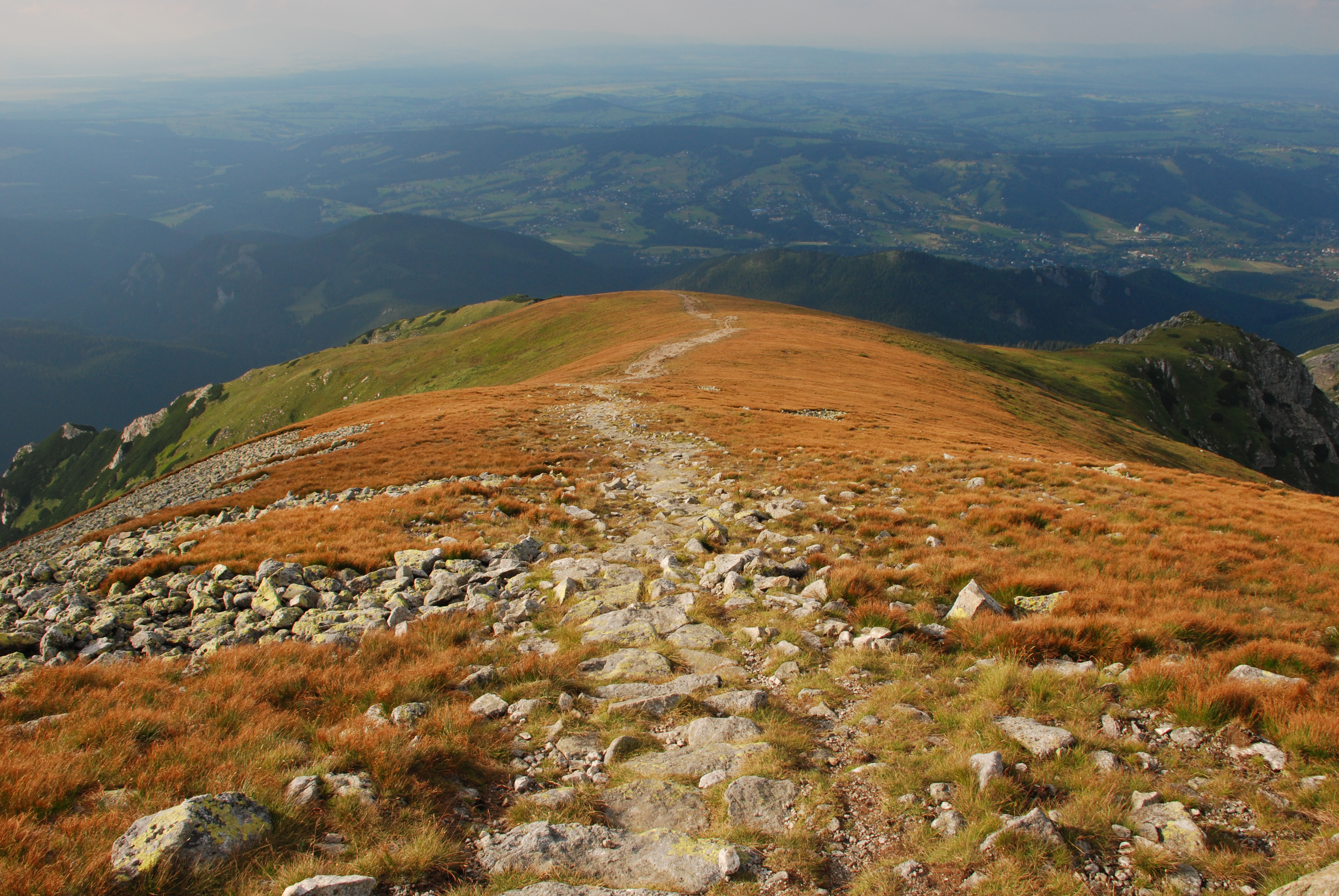
Czerwony Upłaz po prawej stronie ścieżki

Czerwony Upłaz – upłaz w Czerwonym Grzbiecie w polskich Tatrach Zachodnich. Ciągnie się od Kobylarzowego Siodełka (ok. 1820 m) w górę, pod sam niemal wierzchołek Małołączniaka (do wysokości ok. 2090 m). Obejmuje górną, trawiastą część stoków opadających do Wyżniej i Niżniej Świstówki Małołąckiej. Stoki zachodnie, opadające do Doliny Litworowej to Litworowy Upłaz. Zarówno Czerwony Upłaz, jak i Litworowy Upłaz były dawniej wypasane i należały do różnych hal: Litworowy Upłaz do Hali Upłaz, a Czerwony Upłaz do Hali Mała Łąka. Obecnie są to obszary ochrony ścisłej Tatrzańskiego Parku Narodowego (obszar ochrony ścisłej Wantule Wyżnia Mała Łąka). Środkiem Czerwonego Grzbietu, mniej więcej granicą między Czerwonym i Litworowym Upłazem prowadzi szlak turystyczny.
W górnej części łagodny i trawiasty Czerwony Upłaz niżej podcięty jest zdradliwymi urwiskami i ścianami (szczególnie w dolnej jego części opadającej do Wielkiej Turni). Władysław Cywiński pisze: „w Czerwonych Wierchach obowiązuje zasada: im niżej, tym gorzej”. Nieco powyżej i naprzeciwko Wielkiej Turni, na wysokości 1870 m n.p.m. znajduje się w Czerwonym Upłazie Ratuszowe Źródło. Wypływająca z niego woda spływa zaraz poniżej źródła do jaskini Awen w Ratuszu.
Tylko najniższa część Czerwonego Upłazu zbudowana jest ze skał wapiennych. Powyżej około 1840 m pokrywają go skały krystaliczne, porośnięte charakterystycznym dla nich zespołem roślinności, w którym około 95% stanowi sit skucina i boimka dwurzędowa. Już pod koniec lata ich pędy czerwienieją, co całym stokom nadaje czerwone zabarwienie. Od tego pochodzi nazwa Czerwonego Upłazu i Czerwonych Wierchów.

## Szlaki turystyczne
– niebieski szlak z wylotu Doliny Małej Łąki przez Przysłop Miętusi, Kobylarz, Kobylarzowy Żleb i Czerwony Grzbiet na szczyt Małołączniaka. Czas przejścia: 4 h, ↓ 3 h.